# 沃尔日
沃尔日（法語：Vorges，法語發音：[vɔʁʒ]）是法国上法兰西大区埃纳省的一个市镇，位于该省中部略偏东，属于拉昂区。

## 地理
沃尔日（49°31'6"N, 3°39'17"E）面积4.78 平方千米，位于法国上法蘭西大區埃纳省，该省份为法国北部内陆省份，北起北部省，西接索姆省和瓦兹省，东临阿登省和马恩省，西南至塞纳-马恩省，东北部与比利时接壤。
与沃尔日接壤的市镇（或旧市镇、城区）包括：布吕耶尔和蒙贝罗、拉昂、普雷勒和蒂耶尔尼。

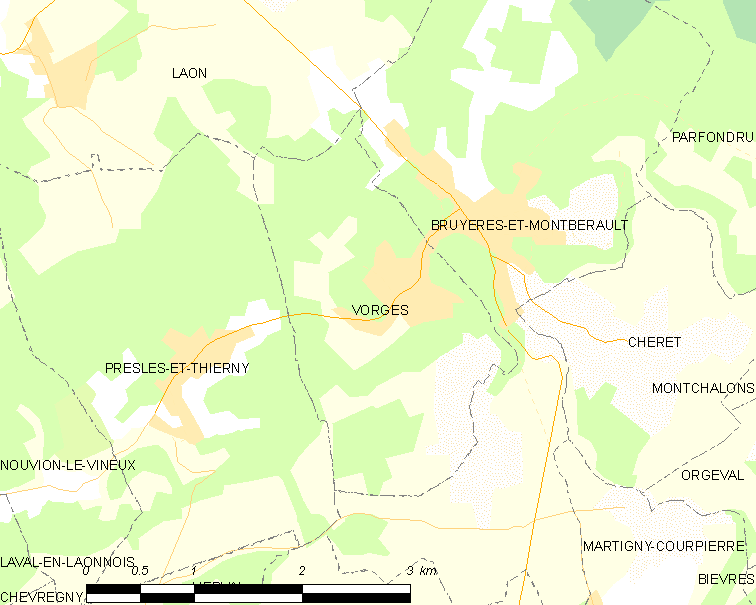
沃尔日的OSM定位图

沃尔日的时区为UTC+01:00、UTC+02:00（夏令时）。

## 行政
沃尔日的邮政编码为02860，INSEE市镇编码为02824。

## 政治
沃尔日所属的省级选区为拉昂第二县。

## 人口

1962-2008年间沃尔日人口变化图示

沃尔日于2022年1月1日时的人口数量为383人。